# Despotatet Serbien
Despotatet Serbien (Serbiska: Српска деспотовина / Srpska despotovina) var en historisk stat som bildades på Balkanhalvön år 1402. Den bildades som efterträdare till Moraviska Serbien, som i sin tur hade bildats då det Serbiska tsardömet splittrades efter slaget på Trastfältet 1389. 
Despotatet Serbien upplevde en viss blomstring, särskilt under Stefan Lazarević. Det erövrades av Osmanska riket 1459 och omvandlades till en osmansk provins. Den regerande dynastins medlemmar flydde utomlands under den osmanska erövringen, och flera kandidater gjorde anspråk på titeln despot av Serbien fram till att Pavle Bakić föll i slaget vid Gorjani 1537.